# Ignacio del Moral
Ignacio del Moral Ituarte (San Sebastián, 2 de septiembre de 1957) es un autor teatral y guionista de cine y televisión español. Imparte cursos y seminarios en diferentes Asociaciones y Universidades en España, México, Brasil y Chile. Entre sus actividades docentes consta la de formar parte del profesorado de la Escuela de Guion del Pacífico. Pertenece a una promoción de autores cultivadores del metateatro, como Paloma Pedrero (1957), Ernesto Caballero (1957), Jorge Márquez (1958) y María Manuela Reina (1958).
Desde el día 9 de abril de 2018 ostenta el cargo de presidente de la AAT Autoras y Autores de Teatro, sección autónoma de la ACE Asociación Colegial de Escritores de España.

## Obra

### Guionista de cine
- Las aventuras de Tadeo Jones (2012). (película de animación) colaboración en el guion. Premio Goya al mejor guion adaptado 2013. Director Enrique Gato
- La voz dormida (2011), guion basado en la novela homónima de Dulce Chacón, escrito con Benito Zambrano. Nominada al premio Goya al Mejor Guion Adaptado (2012)
- Lope (2010), escrito con Jordi Gasull. Director Andrucha Waddington.
- Cenizas del cielo (2008), colaboración en guion escrito por José Antonio Quirós y Dionisio Ramos. Nominada al Premio Goya al Mejor Guion 2008.
- Tuya siempre (2007), guion en colaboración con Manuel Lombardero
- El mundo alrededor (2006) Guionista y productor. Director: Alex Calvo-Sotelo.
- Planta 4ª (2003), colaboración del guion escrito por Antonio Mercero y Albert Espinosa. Premios en los Festivales de Málaga, Montreal y Mostra de Valencia.
- Los lunes al sol (2002) Guion escrito con el director Fernando León de Aranoa. Concha de Oro en el Festival de San Sebastián (2002). 5 Goyas en 2003 y nominación el Mejor Guion. 3 premios en el Festival de Nanterre, Francia. Seleccionada por la Academia de Cine para el Oscar a la Mejor Película Extranjera. 7 premios del Círculo de escritores cinematográficos, entre ellos el de mejor guion. Premio Egeda a la Mejor Película de 2002. Entre otros.

### Películas para televisión
- Masala (2006), con Joan Barbero (dirección de Salvador Calvo).
- El asesino del parking (2005), con Joan Barbero (dirección de Isidro Ortiz).

### Series de televisión
Su primer trabajo como guionista es la telecomedia: Eva y Adán, agencia matrimonial, emitida en 1990, de la que es autor José Luis Alonso de Santos. Después tendrá destacada participación en la creación y desarrollo de series como:
- Farmacia de guardia —guionista de alrededor de 40 capítulos del total de 169 que componen la serie—.
- Buscavidas

- ¡Ay, Señor, Señor! —Autor de 15 episodios—.

- Todos los hombres sois iguales —Autor de 30 episodios—.

- Querido maestro —Trabaja en la primera temporada—.

- Hermanas, —jefe de equipo de guion, 2 temporadas—.

- El comisario —2 temporadas—.

- El síndrome de Ulises —escribe guiones y dirige junto a Joan Barbero el equipo de guionistas, trabajando hasta 2006 con 10 temporadas y 159 capítulos—.

- El porvenir es largo —Coproductor ejecutivo, 2 temporadas—.
- Cuéntame cómo pasó —guionista y coordinador, desde temporada 14—

Interviene también en mayor o menor grado en otras series como:
- Abogados
- Los negocios de mamá
- Hospital Central
- Los ladrones van a la oficina
- Hermanos de leche
- Por fin solos
- Cazadores de hombres

Y colabora en pilotos, telefilmes, programas, desarrollo de proyectos, etc. Ha sido director creativo del departamento de ficción de Videomedia y durante tres años fue responsable creativo en FicciON TV.

### Obras teatrales
- 1982.  La gran muralla (1982). I Premio de Teatro Infantil sobre el Medio Ambiente (Ayuntamiento de Badajoz,  VI-82). (Estreno en Sala San Pol, 1989 Dir. Javo Rodríguez)
- 1983. Soledad y ensueño de Robinson Crusoe (Nueva versión en 1999) (Sala Ensayo 100. Dir. Juan Manuel Joya). Nueva versión en 2008 estrenada en el Teatro Alfil dirigida por David Lorente.
- 1985. Sabina y las brujas (o la noche de Sabina). Dirección Javier García Yagüe. Nueva versión musical estrenada en 2005, dirigida por Quino Falero.
- 1986. Una del Oeste. Dirección Ángel Marco. Estreno en la Sala La Bicicleta de Madrid (18-XI-1986), por Cocktail, Teatro Pirata. (Sala San Pol. Dir. Ángel Marco)
- 1986. Una de dos o tus sobrinas no olvidan. Inédita, sin estrenar.
- 1987. Historias  para-lelas. En colaboración con  Margarita Sánchez. (Sala San Pol. Dir. Ángel Marco)
- 1988. Un día de espías o El caso del repollo con gafas. Sala San Pol. Dir. Ángel Marco
- 1989. Aquarium. Círculo de Bellas Artes. Dir. Susan Hernández
- 1989. Días de calor. Premio Cabildo Insular de Gran Canaria 1989. Estreno en Agüimes (Las Palmas) el 13-IX-1989 con dirección de Federico Roda. Versión en catalán, Viure  a  Malibú, (Sala Teixidors-Teatreneu. Dir: Frederic Roda)
- 1990. Los enredos del gato con botas Dir. Javo Rodríguez. Versión del cuento de Charles  Perrault (Sala San Pol. Dir: Javo Rodríguez)
- 1992. Papis y Oseznos. Dos obras cortas estrenadas en la  Sala Olimpia (7-III-1992), dentro de un espectáculo titulado Precipitados. Dir Jesús Cracio.
- 1993. La  mirada del hombre oscuro. Ganadora del I Premio de Teatro de la SGAE 1991, (Sala Olimpia-CNNTE) Dir. Ernesto Caballero. Imanol Uribe la llevó al cine con el nombre de Bwana. Esta obra es traducida y leída públicamente en diferentes idiomas y países. Estrenada por el Teatro Nacional de Grecia en marzo de 1996 (dir. Stacis Livacinós)
- 1994. Fugadas. Cuarta Pared, dirección Ernesto Caballero. Varios reestrenos por diferentes compañías.
- 1997. Páginas arrancadas del diario de P.. Ensayo 100. Dir. Andrea Pinçu.
- 1997. Boniface y el rey de Ruanda. Sala Olimpia, CDN. Dirección de Eduardo Vasco.
- 2000. Que no se entere nadie... hasta después de las elecciones Comedia. Premio Hogar sur de Teatro de Comedia. Pto. Santa María.  Estrenada por Teatro del Cruce en 2004, dir. Ernesto Caballero.
- 2001. La noche del oso (inspirada en Oseznos). Premio Carlos Arniches (Alicante). Estrenada en 2003 por Teatro del Cruce, dirección Ernesto Caballero. Estrenada en el teatro Stara Prochownia, de Varsovia, en octubre de 2009.
- 2003. Ella se entera de todo Diálogo en colaboración con Margarita Sánchez. (inédita y sin estrenar en español. Estrenada en griego en Atenas, mayo de 2009, con el título Τηλεφώνησε ο Γιός σου (Ha llamado tu hijo). Trad. Maria Jatziemmanuil)
- 2005. Presas En colaboración con Verónica Fernández, estrenada en la RESAD en abril de 2005, hace temporada en la Sala Triángulo en 2005 y 2006. Reestrenada en 2007 en el teatro Valle Inclán, CDN. Dir. Ernesto Caballero.
- 2006. Zona catastrófica Estrenada en 2007. Director. Luis Maluenda
- 2006. Las visitas deberían estar prohibidas por el Código Penal, trabajo de dramaturgia sobre textos de Miguel Mihura en colaboración con Ernesto Caballero. Estreno en el teatro María Guerrero (CDN). Reposición en 2007.
- 2009. Mientras Dios duerme, obra corta que forma parte de Santo, espectáculo dirigido por Ernesto Caballero, junto a textos de Ignacio García May y Ernesto Caballero. Estrenado en enero de 2010 en el Teatro Español.
- Sonata de rencor Con Verónica Fernández.
- Sombra y realidad (Galdós). Dramaturgia sobre la figura de Benito Pérez Galdós, escrita con Verónica Fernández.
- 2012 El banquero siempre gana dos veces, escrita con Ernesto Caballero.
- 2013 El viaje a ninguna parte. Adaptación de la novela de Fernando Fernán Gómez. Estreno: temporada 2013/14 en el Centro Dramático Nacional.
- 2018 "La voz dormida". Adaptación teatral de la novela de Dulce Chacón para el ámbito académico de la Real Escuela Superior de Arte Dramático.

## Otras actividades
Además, colabora desde hace 12 años en las campañas de prevención de Incendios Forestales del Ministerio de Medio Ambiente con obras teatrales que se representan en el ámbito rural. Con este fin escribe 7 textos teatrales. Esta colaboración le vale la Mención Especial del Premio Batefuegos de Oro en 2002. Varias de sus obras ha sido traducidas, y/o estrenadas o leídas públicamente, en idiomas como: inglés, francés, sueco, italiano, griego, rumano, flamenco, portugués, portugués brasileño, polaco y checo.

## Premios
Medallas del Círculo de Escritores Cinematográficos
| Año  | Categoría            | Película                     | Resultado |
| ---- | -------------------- | ---------------------------- | --------- |
| 2002 | Mejor guion original | Los lunes al sol             | Ganador   |
| 2011 | Mejor guion adaptado | La voz dormida               | Nominado  |
| 2012 | Mejor guion adaptado | Las aventuras de Tadeo Jones | Ganador   |